# Superpuchar Czechosłowacji w piłce nożnej
Superpuchar Czechosłowacji w piłce nożnej (cz. Česko-slovenský Superpohár) – trofeum przyznawane zwycięskiej drużynie meczu rozgrywanego pomiędzy zdobywcą Pucharu Czech oraz zdobywcą Pucharu Słowacji w danym sezonie.

## Historia
Pierwsza edycja Superpucharu odbyła się 23 czerwca 2017 roku, a pierwszym zdobywcą został czeski klub Fastav Zlín. Superpuchar Czechosłowacji kontynuuje tradycję Pucharu Czechosłowacji (zwłaszcza z lat 1969–1993, kiedy to oddzielnie rozgrywano Puchary Czech i Słowacji, a mecz finałowy pomiędzy drużynami Czech i Słowacji rozgrywano wówczas jako Puchar Czechosłowacji, a jego zwycięzcy również zakwalifikował się do Pucharu Zdobywców Pucharów). Tym meczem zwycięzca Superpucharu Czechosłowacji nie kwalifikuje się do żadnych rozgrywek organizowanych przez UEFA czy FIFA, ale triumf w krajowym pucharze (czeskim lub słowackim) gwarantuje mu start w europejskich pucharach, a konkretnie w rozgrywkach Ligi Europy UEFA.

## Format
Superpuchar rozgrywany jest jako pojedynczy mecz, jeżeli po 90 minutach będzie remis, wtedy zawodnicy przystępują od razu do serii rzutów karnych. Zwycięzca otrzyma 500,000 CZK (ok. 85,340 PLN), a przegrany połowę tej kwoty.

## Zwycięzcy i finaliści
| Sezon                                                               | K | K | T | Zwycięzca    | Wynik        | Finalista         | Data, miejsce                                                  | Uwagi                                                          |
| Superpuchar Czechosłowacji (cz. i słow. Česko-slovenský Superpohár) |   |   |   |              |              |                   |                                                                |                                                                |
| 2017                                                                |   |   | 1 | Fastav Zlín  | 1:1 (k. 6:5) | Slovan Bratysława | 23.06.2017, stadion Miroslava Valenty, Uherské Hradiště, 3.124 |                                                                |
| 2018                                                                |   |   |   |              |              |                   | Štadión Pasienky, Bratysława                                   | mecz pomiędzy Slavią Praga a Slovanem Bratysława nie rozegrano |
| 2019                                                                |   |   | 1 | Slavia Praga | 3:0          | Spartak Trnawa    | 6.07.2019, Štadión Antona Malatinského, Trnawa, 7.523          |                                                                |
| 2020                                                                |   |   |   |              |              |                   | Nie ustalono                                                   | mecz pomiędzy Spartą Praga a Slovanem Bratysława nie rozegrano |

## Statystyka

### Klasyfikacja według klubów
W dotychczasowej historii finałów o Superpuchar Czechosłowacji na podium oficjalnie stawało w sumie 4 drużyny. Liderem klasyfikacji są Fastav Zlín i Slavia Praga, którzy zdobyli trofeum po jednym razie.
Stan na 31.05.2022. 
| Lp.          | Klub              | Zdobywca | Finalista   | Zwycięskie sezony | Przegrane finały |   |   |      |  |
| ------------ | ----------------- | -------- | ----------- | ----------------- | ---------------- | - | - | ---- |  |
| Lp.          | Klub              | 1.       | Fastav Zlín | Zwycięskie sezony | Przegrane finały | 1 | 0 | 2017 |  |
| Slavia Praga | 1                 | 1.       | 0           | 2019              |                  |   |   |      |  |
| 3.           | Slovan Bratysława | 0        | 1           |                   | 2017             |   |   |      |  |
| 3.           | Spartak Trnawa    | 0        | 1           |                   | 2019             |   |   |      |  |

### Klasyfikacja według miast
Stan na 31.05.2022.
| Miasto | Liczba tytułów | Kluby            |
| ------ | -------------- | ---------------- |
| Praga  | 1              | Slavia Praga (1) |
| Zlín   | 1              | Fastav Zlín (1)  |

### Klasyfikacja według kwalifikacji
| Tytuł                     | Zwycięstw | Finałów |
| ------------------------- | --------- | ------- |
| Zdobywca Pucharu Czech    | 2         | 0       |
| Zdobywca Pucharu Słowacji | 0         | 2       |